# Koto Ōkubo
Koto Ōkubo (Tokyo, 24 dicembre 1897 – Kawasaki, 12 gennaio 2013) è stata una supercentenaria giapponese che detenne il titolo di decano femminile dell'umanità dalla morte della statunitense di origini italiane Dina Manfredini, il 17 dicembre 2012, fino al suo stesso decesso. Ōkubo era inoltre la seconda persona vivente più longeva al mondo, dietro al connazionale Jirōemon Kimura. Attualmente è al 74º posto delle persone più longeve della storia la cui età sia stata documentata con certezza.

## Biografia
Ōkubo è diventata la donna più anziana del Giappone e dell'Asia dopo la morte di Chiyono Hasegawa, il 2 dicembre 2011. Ōkubo viveva in una casa di cura a Kawasaki, nella prefettura di Kanagawa, con suo figlio. Il Ministero della Salute, del Lavoro e della Previdenza Sociale giapponese non aveva inizialmente reso noto il suo nome, avendo indicato in un primo momento soltanto il luogo di residenza e l'età della donna.
Il nome di Koto Ōkubo è stato finalmente riportato dalla stampa giapponese il 14 settembre 2012; in quella stessa giornata l'età di Ōkubo fu ufficialmente verificata, venendo dunque inserita nelle liste gerontologiche del Gerontology Research Group e del Guinness World Records. Il 17 dicembre 2012, con la morte di Dina Manfredini, Ōkubo è diventata la donna vivente più anziana del mondo; questo primato, alla sua morte, fu ereditato da un'altra giapponese, Misao Okawa.
Koto Ōkubo morì di polmonite il 12 gennaio 2013, all'età di 115 anni e 19 giorni, nella casa di riposo di Kawasaki dove risiedeva da anni.